# Ujgurská kniha mrtvých
Ujgurská kniha mrtvých má natolik výrazné vnější paralely s Tibetskou knihou mrtvých, že by mohla být považována za její dodatek. Ve skutečnosti však jejich podobnost pramení z toho, že obě vznikly v rámci tibetské kultury. U obou známe jejich inspirátory. V případě Tibetské knihy mrtvých to je Padmasambhava (8. století) (a zapsal ji Ješecchogjal), zatímco Ujgurská kniha mrtvých představuje Náropovo učení (988-1069), takže autorem je buď sám Náropa, nebo některý z jeho žáků, či pokračovatelů.

Obě knihy jsou částí cyklů. V případě Tibetské knihy mrtvých jednotlivé svazky popisují nejen posmrtné stavy a putování duše k novému zrození, ale i cvičení, která je třeba provádět za živa, aby byl průchod bardem (přechodnými stavy) co nejpříznivější. Ujgurská kniha mrtvých je spíše výkladem a popis posmrtných stavů chybí. Poněvadž vznikla později než Tibetská kniha mrtvých je velmi pravděpodobné, že na ni buď reaguje formou komentáře, nebo vznikla jako jistá forma náhrady, když byla Tibetská kniha mrtvých ukryta (patří mezi termy) a nebylo možné jí tudíž dlouho užívat.
Obsahově se oba spisy nejen doplňují, ale Nárópa, je i autorem Šesti učení Náropy známých též jako Šest jóg (1. vzbuzení vnitřního tepla (tummo), 2. zakoušení vlastního těla jako přeludu, 3. upadnutí do stavu snění milam, 4. vnímání jasného světla, 5. proniknutí do učení o bardu, 6. přenos vědomí) v šesté z nich poskytl prostředek, jak se vyhnout novému vtělení.

Ujgurská kniha mrtvých je známa z exempláře, který je uložen v Britském muzeu (Or. 8212 (109)) a zdaleka není tak rozšířená jako Tibetská kniha mrtvých. Obsahuje čtyři texty: 1. vlastní knihu mrtvých, 2. Poučení o hlubokém učení jak následovat čistou cestu pomocí čtyř umění, 3. Rituál šesti Dhyan, 4. Obětina Čakrasamvarovi.

## Obsah
Nejprve je věnována značná pozornost patnácti formám existence mezi vtěleními. Následuje rituál uskutečnění, uctívání, dva způsoby uskutečnění, společné uskutečnění pro únik z hmoty a z osudu, záření čtyř pravd ve čtyřech okamžicích, výklad smrti, vše zahrnující záře pravdy, různé podoby uskutečnění a jim odpovídající poznání Světla, trvání mezistavu (mezi vtěleními), formy do nichž se lze vtělit, co duše zakouší po cestě a nástroje k překonání nástrah, zavření mateřského lůna, vize tvorů šesti cest.